# Bạc(II) fluoride
Bạc(II) fluoride là một hợp chất vô cơ có công thức hóa học AgF2. Đây là một ví dụ hiếm hoi của hợp chất bạc hóa trị II. Bạc thường tồn tại trong trạng thái oxy hóa +1. Nó được sử dụng làm chất fluor hóa.

## Điều chế và tính chất
AgF2 có thể được tổng hợp bằng cách fluor hóa Ag2O với fluor nguyên chất. Ngoài ra, tại nhiệt độ 200 ℃ (473 K), fluor nguyên chất sẽ phản ứng với AgF hoặc AgCl để tạo ra AgF2.
Là một chất fluor hóa mạnh, AgF2 nên được chứa trong tefluorn hoặc một hộp chứa bằng kim loại trơ. Nó nhạy với ánh sáng.
AgF2 có thể được mua từ các nhà cung cấp khác nhau, nhu cầu dưới 100 kg/năm. Mặc dù các thí nghiệm trong phòng thí nghiệm vẫn sử dụng AgF2, nhưng lại quá đắt cho ngành công nghiệp quy mô lớn. Năm 1993, AgF2 có giá từ 1.000 đến 1.400 đô la Mỹ/kg.